# Trận Cửa Việt
Trận Cửa Việt là một trận đánh trong Chiến tranh Việt Nam, diễn ra từ ngày 25 tháng 1 đến ngày 31 tháng 1 năm 1973, khi Quân lực Việt Nam Cộng hòa (QLVNCH) thực hiện nỗ lực tái chiếm Cảng Cửa Việt từ tay Quân Giải phóng miền Nam Việt Nam ngay trước khi việc ngừng bắn theo Hiệp định Paris chính thức có hiệu lực, cũng như cuộc phản công của Quân Giải phóng miền Nam Việt Nam nhằm đánh bật đối phương diễn ra ngay sau đó. Kết quả là Quân Giải phóng miền Nam Việt Nam tiếp tục chiếm giữ Cảng Cửa Việt, buộc quân lực Việt Nam Cộng Hoà phải rút lui sau khi chiếm được cảng trong một thời gian ngắn.

## Bối cảnh
Cửa Việt là một quân cảng chiến lược trên địa phận huyện Gio Linh, tỉnh Quảng Trị, là một đầu mối giao thông đường thủy quan trọng, có ý nghĩa lớn đối với cả hai bên. Từ sau chiến cục năm 1972, Cảng Cửa Việt nằm dưới sự kiểm soát của Quân Giải phóng miền Nam Việt Nam. Thực hiện mục tiêu tái chiếm vị trí trọng yếu này, tháng 1 năm 1973, QLVNCH mở Chiến dịch Tango City nhằm đánh chiếm Cửa Việt trước khi Hiệp định Paris có hiệu lực vào 8 giờ sáng ngày 28 tháng 1 năm 1973. Ý đồ của QLVNCH là cắt đứt sự chi viện to bằng đường biển từ hậu phương ra tiền tuyến cho Quân Giải phóng miền Nam Việt Nam, trực tiếp là chi viện cho chiến trường Trị-Thiên, bịt cửa khẩu của Chính phủ Cách mạng Lâm thời Cộng hòa miền Nam Việt Nam ra với quốc tế bằng đường biển, đồng thời thiết lập được một đầu cầu quan trọng để tiếp vận cho các cuộc hành quân nhằm vào các vùng do Quân Giải phóng kiểm soát. Việc Quân lực VNCH tấn công căn cứ Cửa Việt của Quân Giải phóng đã bị Ủy ban Quốc tế về kiểm soát ngừng bắn ở Việt Nam xác định là hành vi vi phạm Hiệp định Paris.

## Lực lượng
Về phía VNCH, để phục vụ Chiến dịch Tango City, một đơn vị đặc nhiệm với tên gọi Lực lượng đặc nhiệm Tango đã được thành lập, đặt dưới sự chỉ huy của Sư đoàn Thủy quân lục chiến (TQLC), do Đại tá Nguyễn Thành Trí, Phó tư lệnh TQLC làm chỉ huy trưởng. Đơn vị này bao gồm Tiểu đoàn 2 và 4 TQLC, cộng thêm 3 đại đội tăng cường của Tiều đoàn 9 và 1 đại đội của Tiểu đoàn 5 TQLC, cùng với đó là các Thiết đoàn 17, 18 và 20. Hỗ trợ lực lượng này còn có các Lữ đoàn TQLC 147 và 258 tiến đánh trên các hướng thứ yếu, 3 tiểu đoàn pháo binh TQLC, 2 tiểu đoàn bảo an, 4 tàu đổ bộ LCU, cùng hỏa lực không quân và pháo chi viện của Hạm đội 7 và Không quân Hoa Kỳ.
Về phía Chính phủ Cách mạng Lâm thời Cộng hòa miền Nam Việt Nam, để bảo vệ Cửa Việt, Quân Giải phóng miền Nam Việt Nam cũng tập trung lực lượng mạnh, gồm Sư đoàn 320B và các trung đoàn của Sư đoàn 325, 304, ngoài ra còn có các đơn vị địa phương của Quảng Trị, Khu Vĩnh Linh, đặc công hải quân và lực lượng pháo binh. Cụ thể các lực lượng chính gồm có Trung đoàn 48 và 64 của Sư đoàn 320B ở khu vực Long Quang, An Lộng, Bồ Liên, Văn Hoa; Trung đoàn 101 của Sư đoàn 325 ở khu vực Gia Đẳng. Lực lượng dự bị ở phía sau gồm Trung đoàn 88 và 102 của Sư đoàn 308 và Trung đoàn 52 của Sư đoàn 320B. Bộ Tư lệnh Mặt trận B4 cho tăng cường một đại đội xe tăng T-54, một tiểu đoàn pháo chống tăng 85 mm và một tiểu đoàn trang bị tên lửa chống tăng AT-3 Sagger (tên lửa B72).

## Diễn biến
Cuộc hành quân Tango City bắt đầu ngày 25 tháng 1 năm 1973. Sau khi sự yểm trợ của 70 lần chiếc B-52 và pháo hạm bắn trên 60.000 quả đạn pháo các cỡ vào khu vực Vĩnh Hòa, Long Quang, Thanh Hội, Cửa Việt..., QLVNCH bắt đầu nổ súng, chia thành 3 mũi dồn dập đánh vào các bàn đạp trên toàn tuyến phòng ngự của Quân Giải phóng miền Nam Việt Nam ở Cánh Đông: Lực lượng đặc biệt Tango và 1 chi đoàn thiết giáp đột kích hướng chủ yếu ven biển vào Thanh Hội, Lữ đoàn 147 và 2 chi đoàn thiết giáp đánh vào Long Quang, Lữ đoàn 258 đánh vào Nại Cửu, Chợ Sải. Cả ba hướng vấp phải sức kháng cự quyết liệt, bị thiệt hại phải dừng lại củng cố. Trong đêm ngày 26 tháng 1, các Trung đoàn 64 và 101 quân Giải phóng đã khẩn trương bổ sung kế hoạch phòng thủ khu vực Cửa Việt, hình thành 3 tuyến phòng ngự liên hoàn từ Xam Tuân đến Hà Tây sẵn sàng đánh trả các đợt tiến công mới của đối phương.
7 giờ sáng ngày 28 tháng 1, QLVNCH bắt đầu tiến quân dọc bờ biển hướng về Cửa Việt với sự yểm trợ của 10.000 quả đạn pháo, 9 phi vụ B-52 và 5.000 đạn hải pháo của Hạm đội 7 Hoa Kỳ từ ngoài khơi bắn vào. Lực lượng đặc nhiệm được gần 100 xe tăng, xe bọc thép chi viện mở liên tiếp 4 lần tấn công vào Thanh Hội. Trước sức kháng cự mạnh của Quân Giải phóng miền Nam Việt Nam, đến chiều họ mới chiếm được Thanh Hội và một phần làng Vĩnh Hoà. Trong khi đó Lữ đoàn 147 TQLC được khoảng 40 xe tăng chi viện đánh vào Long Quang, An Trạch, chiếm được một phần trận địa nhưng ngay đêm đó Trung đoàn 48 Quân Giải phóng miền Nam Việt Nam đã phản kích chiếm lại. Đến khoảng 20 giờ cùng ngày thì QLVNCH đã tiến được nửa đường, và một số đơn vị của họ đã bị tổn thất khá nặng, khoảng trên dưới 20 xe tăng và xe thiết giáp bị hư hại.
Bị thiệt hại lớn nhưng do mệnh lệnh phải chiếm Cửa Việt trước giờ ngừng bắn, QLVNCH vẫn điều thêm quân, tăng thêm xe pháo cho Sư đoàn TQLC tiếp tục tấn công. QLVNCH thay đổi cách đánh, không đột phá chính diện mà lợi dụng ban đêm luồn qua khe hở giữa các trận địa phòng ngự của Quân Giải phóng miền Nam Việt Nam tiến ra Cửa Việt. 23 giờ 30 phút ngày 27 tháng 1, lợi dụng lúc gió to, sóng lớn, nước thủy triều xuống, Lực lượng đặc nhiệm Tango bí mật tiến theo mép nước ra Cửa Việt. Do tập trung vào tuyến phòng thủ chính phía trong đất liền nên quân Giải phóng bị bất ngờ, đến 1 giờ 30 phút ngày 28 tháng 1 họ mới phát hiện được quân địch. Bộ binh Trung đoàn 101 quân Giải phóng và 6 xe tăng, xe bọc thép đánh vào đội hình đối phương ở đông Hà Tây và Vĩnh Hòa. Trong bóng đêm, Đại đội tăng thiết giáp 1 gồm 1 xe tăng lội nước K63-85 và 3 xe thiết giáp K63; cùng Đại đội Pháo cao xạ tự hành gồm 2 xe thiết giáp BTR-50 lắp pháo cao xạ 2 nòng 23mm, do chuẩn úy Mai Xuân Chính chỉ huy, đã xuất kích 4 lần, bắn cháy 16 xe tăng, xe thiết giáp của đối phương, nhưng vẫn không ngăn được QLVNCH tiến về cảng đánh vào các chốt của quân Giải phóng ở Hà Tây, Cửa Việt, Cao điểm 12. Phía Quân Giải phóng bị bắn cháy 1 xe tăng K63-85 và 4 xe thiết giáp trong trận này.
Quân Giải phóng nhận lệnh phải đẩy bằng được quân địch ra khỏi cảng Mỹ, trước giờ Hiệp định Paris có hiệu lực. Thêm hai xe BTR-50 cao xạ tự hành được bổ sung sang bờ Nam chặn địch. 7 giờ 30 ngày 28/01, Quân Giải phóng phản công. 5 xe thiết giáp chở theo bộ binh của Trung đoàn 101, chia thành 2 mũi, một mũi từ trong cảng đánh ra, một mũi đánh vào sườn đối phương có sự phối hợp của lực lượng bộ binh phòng ngự tại chỗ. Xe tăng, thiết giáp cùng binh lính QLVNCH phải lùi lại thiết lập đội hình phòng ngự, cách cảng Mỹ khoảng 500-700 mét về phía Nam.
Đúng 7 giờ 58 phút sáng ngày 28 tháng 1, hai phút trước khi hiệp định ngừng bắn có hiệu lực thì mũi nhọn đột kích với khoảng 300 lính TQLC được 3 chiến xa M48 Patton yểm trợ vẫn chưa vào được Cảng Cửa Việt. Lúc này, thế trận của QLVNCH hình thành 3 cụm quân: Cụm 1 có 1 đại đội và 20 xe tăng và xe thiết giáp M-113 ở cách Cảng Mỹ (về phía nam) khoảng 700 m. Cụm 2 khoảng 1 đại đội và 10 xe tăng ở đông thôn Hà Tây cách cảng Cửa Việt khoảng 1.500 m. Cụm 3 có hai trung đội và 8 xe tăng cách Cao điểm 4 khoảng 200 m về phía đông bắc. Sau khi hiệp định ngừng bắn có hiệu lực vào lúc 8 giờ, QLVNCH lấn tiếp ra phía nam Cao điểm 4 (cách khoảng 600 m) tạo thành một cụm quân nữa, gồm hai trung đội cùng 12 xe tăng và xe M-113.
Trước tình hình này, một số cấp chỉ huy của Quân Giải phóng miền Nam Việt Nam tỏ ra lúng túng trong cách thức phản ứng do lo ngại có thể vi phạm hiệp định. Bộ Tư lệnh Mặt trận B4 đã phải thực hiện chỉnh huấn, đồng thời khẩn trương điều động lực lượng dự bị tăng cường cho các trận địa đánh chiếm lại các vị trí đã bị đối phương lấn chiếm. Các Tiểu đoàn 1 (Trung đoàn 48), 7 (Trung đoàn 271), 8 (Trung đoàn 64), 1 (Trung đoàn 27) và Tiểu đoàn 38 bộ đội địa phương từ bắc Cửa Việt và Chợ Sải được lệnh vượt sông vào vị trí chiến đấu.
1 giờ ngày 29 tháng 1, Tiểu đoàn 38 Quân Giải phóng miền Nam Việt Nam đánh cụm 1 và cụm 2, diệt 50 quân đối phương và 5 xe. Một đại đội của Tiểu đoàn 8 Trung đoàn 64 quân Giải phóng đánh địch ở Cao điểm 4 và chốt lại đó. Lực lượng QLVNCH bố trí còn lại 3 cụm, nhưng sau đó đã được tăng viện và tổ chức thêm 1 cụm mới tại bắc Vĩnh Hòa gồm 1 đại đội và 4 xe tăng. Trung đoàn 24 Sư đoàn 304 Quân Giải phóng miền Nam Việt Nam và 1 đại đội xe tăng T-54 từ Miếu Bái Sơn được điều sang tăng cường cho các trận địa chốt ở Thanh Hội, Cửa Việt, để tăng cường lực lượng cho Cánh Đông; Trung đoàn 66 quân Giải phóng được lệnh cơ động xuống Vinh Quang làm lực lượng dự bị cho hướng đông. Dưới sự chỉ huy trực tiếp của Phó tư lệnh Mặt trận B4 Cao Văn Khánh, Phó chính ủy Hoàng Minh Thi và Tư lệnh pháo binh Mặt trận Doãn Tuế, đến ngày 30 tháng 1, Bộ Tư lệnh Cánh Đông Quân Giải phóng miền Nam Việt Nam đã bố trí xong thế trận phản đột kích vào Cửa Việt. Lực lượng Quân Giải phóng miền Nam Việt Nam được chia làm 3 mũi:
- Hướng chặn đầu do Trung đoàn 48 Sư đoàn 320B và bộ phận K-5 của Hải quân Nhân dân Việt Nam đang tiếp quản Cửa Việt bảo vệ không cho các đơn vị TQLC của VNCH mở rộng khu vực chiếm đóng.
- Hướng khóa đuôi do Trung đoàn 64 Sư đoàn 320B tăng cường 2 tiểu đoàn từ Trung đoàn 24 và Trung đoàn 101 bố trí ở Vĩnh Hòa, vừa đánh các đơn vị VNCH từ Thanh Hội lên tăng cường, vứa chặn lực lượng từ Cửa Việt rút về.
- Hướng tấn công do Trung đoàn 101 Sư đoàn 325 và Trung đoàn 24 Sư đoàn 304 (thiếu 1 tiểu đoàn), tăng cường hai tiểu đoàn của Mặt trận B5 tấn công vào các cụm phòng thủ của QLVNCH ở khu vực Cửa Việt.

12 giờ ngày 30 tháng 1, Quân Giải phóng miền Nam Việt Nam mở đợt phản công đầu tiên nhưng không thành do nổ súng không đồng loạt. Ngày 31 tháng 1, Quân Giải phóng tiếp tục tập trung 5 tiểu đoàn của bộ phận chủ lực có một số xe tăng, xe bọc thép đồng loạt tiến công vào các cụm quân địch ở phía nam cảng. Các trận địa pháo chiến dịch, các trận địa pháo chống tăng ở bờ bắc bao gồm ĐKZ-75, pháo 85 mm, cùng tên lửa chống tăng B72 của các đội hỏa khí chống tăng đi cùng bắn mãnh liệt vào các vị trí của QLVNCH. Bị bao vây tấn công từ cả ba mặt và không được chi viện đầy đủ, các đơn vị TQLC và thiết giáp VNCH phải mở đường máu rút trở về vị trí xuất phát. Đến 10 giờ 30 phút ngày 31 tháng 1, quân Giải phóng đã kiểm soát hoàn toàn khu vực từ cảng Cửa Việt đến Vĩnh Hòa, tuyến chốt từ Thanh Hội đến Long Quang, Chợ Sải được khôi phục. Về phía VNCH, riêng lực lượng thiết giáp đã bị thiệt hại tới trên 2/3 số xe tham chiến.

## Kết quả
12 giờ 30 phút ngày 31 tháng 1 năm 1973, Bộ tư lệnh Mặt trận B4 Quân Giải phóng miền Nam Việt Nam ra lệnh ngừng tiến công, chuyển vào thế bố trí mới để tiến hành đấu tranh chống lấn chiếm. Dù được hỏa lực chi viện tập trung rất cao của Mỹ, Sư đoàn TQLC (QLVNCH) không chiếm được một mục tiêu nào trọn vẹn theo kế hoạch, và Cảng Cửa Việt tiếp tục được Quân Giải phóng miền Nam Việt Nam chiếm giữ sau khi Hiệp định Paris có hiệu lực. Kết thúc trận đánh, Quân Giải phóng tuyên bố đã tiêu diệt 2.330 quân địch, bắt gần 200 tù binh, phá hỏng 113 xe tăng, xe bọc thép, thu 13 chiếc, bắn rơi 5 máy bay, phá hủy 10 khẩu pháo, bắn cháy 1 tàu, thu nhiều súng đạn, quân trang quân dụng của đối phương.